# Angelo Savoldi
Angelo Savoldi (21 de abril de 1914 - 20 de septiembre de 2013) fue un luchador profesional y promotor de lucha libre italo-estadounidense. En el momento de su muerte, él era el luchador más antiguo del mundo a la edad de 99.

## Carrera
Nació como Mario Fornini de ascendencia italiana, se enteró de la lucha libre en una YMCA cerca de su casa en Hoboken, Nueva Jersey. Era la Gran Depresión y Fornini decidió tratar de ganarse la vida como luchador profesional en 1937. Comenzó su carrera en Nueva York y se le dio el nombre de Angelo Savoldi por el promotor Jack Pfefer. Savoldi se trasladó a Boston y Puerto Rico, convirtiéndose en el primer estadounidense en el evento principal en la región.

## Campeonatos y logros
- Cauliflower Alley Club
  - Art Abrams Lifetime Achievement Award (2003)

- National Wrestling Alliance
  - NWA Hall of Fame (Clase de 2011)[3]

- NWA Tri-State
  - NWA World Junior Heavyweight Championship (5 veces)

- New England Pro Wrestling Hall of Fame
  - Clase de 2010

- Professional Wrestling Hall of Fame
  - Pioneer Era nuevo miembro en 2004